# El Ciruelar
El Ciruelar är en ort i Mexiko.   Den ligger i kommunen Atoyac de Álvarez och delstaten Guerrero, i den södra delen av landet, 290 km sydväst om huvudstaden Mexico City. El Ciruelar ligger 37 meter över havet och antalet invånare är 705.
Terrängen runt El Ciruelar är varierad. Runt El Ciruelar är det ganska glesbefolkat, med 50 invånare per kvadratkilometer. Närmaste större samhälle är Atoyac de Álvarez, 4,3 km norr om El Ciruelar. Omgivningarna runt El Ciruelar är en mosaik av jordbruksmark och naturlig växtlighet.